# Saison 5 de Miraculous : Les Aventures de Ladybug et Chat Noir
 (novembre 2023).
Chronologie
Saison 4 Saison 6
La cinquième saison de Miraculous : Les Aventures de Ladybug et Chat Noir, est sortie en octobre 2022 et s'est achevé le 1er novembre 2023 en France. Elle se compose de 26 épisodes et d'un épisode spécial supplémentaire.

## Synopsis
Ladybug a perdu les différents Miraculous dont elle avait la garde, dérobés par Gabriel Agreste, qui se fait désormais appeler Monarque. Ladybug et Chat Noir sont désormais à nouveau seuls face à leur ennemi juré, plus puissant qu'il ne l'a jamais été : Monarque peut en effet confier les pouvoirs des Miraculous qu'il détient aux personnes qu'il akumatise.
Marinette, estimant qu'elle a perdu les Miraculous à cause de son amour pour Adrien, choisit de se détourner de lui au moment où le jeune garçon prend conscience des sentiments qu'il éprouve pour Marinette.
À la suite d'une confrontation, Monarque est cataclysmé par Chat Noir. Dès lors, les jours de Gabriel sont comptés, de même que ceux de Nathalie, qui continue de s'affaiblir progressivement. Adrien risquant désormais de se retrouver seul, son père est plus déterminé que jamais à réussir à récupérer les Miraculous de la coccinelle et du chat noir pour formuler son vœu.

## Résumé de la saison
La même nuit où Ladybug a perdu les Miraculous, tant de choses se sont passées. D'abord Chat Noir, Bunnix et elle ont dû affronter Papillon qui se fait désormais appeler Monarque, à travers le temps. De retour à leur époque, Alix a pris la garde définitive du Miraculous du Lapin, la seule dont ils ont pu arracher au super-vilain. Hélas pour veiller sur le continium espace-temps, elle n'a plus droit de rentrer chez elle. C'est notamment la raison principale de l'akumatization de son frère dans le 8e épisode.
Toujours dans la même nuit, Monarque a l'intention de prendre sa revanche, obligeant les kwamis à révéler des indices concernant l'identité de leur gardienne. Mais il s'avère que c'est un piège et au cours de l'altercation son bras est touché par le cataclysme de Chat Noir. Parce que son costume est magique, il n'est pas détruit instantanément, bien au contraire. 
Miraculous World Paris : Les Aventures de Toxinelle et Griffe Noire - Entre-temps, des versions maléfiques de Ladybug et Chat Noir venus d'une autre dimension font leur entrée, à la poursuite de Hesperia, la bonne version de lui-même. Là encore, les héros s'en sortent victorieux en convainquant Toxinelle et Griffe Noir (les sosies de Ladybug et Chat Noir) de changer de camp et de se battre aux côtés de Hesperia contre le manipulateur et mystérieux Suprême, une entité malfaisante de leur monde qui confère des Miraculous aux personnes assez désespérées pour faire le mal.
Les jours qui suivent, Monarque se fait rare. Cela laisse du temps à Marinette et Adrien pour se consacrer sur leur vie de collégiens. Mais quand la super-vilaine Ikari Gozen revient, cette fois avec la capacité de se multiplier avec le pouvoir du Miraculous de la Souris sans pourtant en porter, Ladybug et Chat Noir soupçonnent leur ennemi juré d'avoir acquis une nouvelle technique. En effet, avec la complicité de Tomoe, la mère de Kagami, Gabriel a transformé les miraculous en des bagues Alliance qu'il peut connecter à d'autres anneaux high-tech de sorte à y transférer leur pouvoir. La majorité des parisiens qui les ont achetées peuvent désormais appeler, suivre des informations et être alertés par des attaques akumas en tout temps et en tout lieu. Les seuls choses qu'ils ignorent, c'est la capacité des objets à les épier et à agir comme canal de transmission pour Monarque à ses victimes. Mais heureusement ni Adrien ni Marinette ne semblent les porter, l'un les jugeant immorales car elles utilisent des illusions de lui pour continuer sa carrière publicitaire et l'autre craignant qu'elles soient un jour utiliser par Monarque pour l'espionner.
À partir du 6e épisode, Ladybug qui apprend à connaître la valeur de Chat Noir est si charmée qu'elle en tombe amoureuse. Adrien par contre, a commencé à s'intéresser à Marinette, la jugeant d'un très grand soutien notamment dans sa relation avec son père. Trois épisodes plus tard, au cours d'un rendez-vous entre Marinette et Chat Noir qui tourne mal, la jeune fille perd espoir en l'amour, étant donné qu'elle n'a jamais pu vivre de relation normale à cause des nombreuses responsabilités de la vie de super-héros. Dans le double-épisode Le Choix des Kwamis, en l'étant également persuadé, Tikki décide de la démettre de ses fonctions pour qu'elle puisse pleinement vivre son amour avec Adrien qui lui aussi renonce à son titre de Chat Noir pour les mêmes raisons. Ainsi Alya est choisie pour devenir Scarabella, la nouvelle porteuse du Miraculous de la Coccinelle, et Zoé est choisie pour devenir Blaqueminette, la nouvelle porteuse du Miraculous de Chat Noir. Toutefois leur carrière ne sera que de courte durée car Monarque devine très facilement leurs identités. Les deux Miraculous sont de nouveau confiés à leurs véritables porteurs.
La relation entre Marinette et Adrien est d'actualité. Mais le passé de Marinette la rattrape. Il s'avère qu'il y a un an, elle a subi une déception amoureuse à cause de Chloé, d'où cette obsession à toujours tout connaître sur les moindres détails en ce qui concerne la personne avec qui elle se met en couple. Heureusement elle finit par surmonter ce problème y compris la jalousie naissante de Kagami qui, manipulée par Lila, révèle avoir toujours des sentiments pour Adrien et ne pas supporter la présence de Marinette à ses côtés, la jugeant hypocrite. La seule chose qui empêche nos héros de s'aimer désormais, c'est Gabriel. Pour celui-ci, son fils ne peut être heureux qu'avec une fille de leur rang social, d'où Tomoe et lui imposent à Adrien de renouer avec Kagami; quitte à le séparer de Marinette et de Lila. Il nomme Kagami comme égérie de sa marque à la place de celle-ci et prévoit d'envoyer son fils à Londres.
L'année scolaire touchant bientôt à sa fin, un conseil de classe est organisé. Lila qui a fini par se hisser au rang de chef de classe à force de mensonges et de manipulations, fait falsifier les dossiers des élèves pour discréditer Marinette qui jusque-là était chargé de cette affaire. Chloé, sa complice, ne manque pas une occasion pour faire pression sur Sabrina pour faire cette sale besogne car la jeune fille excelle en imitation d'écriture. Exaspérée d'être considérée non pas comme une amie mais plutôt comme une servante, Marinette et elle concoctent un plan pour les exposer. En conséquence, Lila et Chloé sont expulsées du collège, même si cette dernière utilise l'influence de son père pour réintégrer le collège et chasser Mr Damoclès de son poste de directeur. Il est par la suite révélé que Lila cache une autre identité, celle de Cerise, et étudie dans un autre collège où prétendait-elle être partie en tournage cinématographique pour justifier son absence.
Alors que Mademoiselle Mendeleiev est nommée nouvelle directrice du collège et répond aux moindres désirs de Chloé notamment le renvoi de Marinette et Mademoiselle Bustier encore enceinte, Lila prévoit quant à elle d'exercer sa vengeance sur Gabriel. Étant au courant de son identité depuis l'épisode Révélation, elle planifie de lui dérober son Miraculous. Entre-temps, Monarque et Tomoe entendent enclencher l'opération Alliance Parfaite dans quelques jours. Dans l'intervalle, André Bourgeois, le maire de Paris, démissionne et Chloé bien que mineure, impose son règne à Paris grâce à des robots policiers conçus par les industries Tsurugi et imprégnés par la magie des Miraculous. Pour la chasser du pouvoir, Ladybug et Chat Noir créent un soulèvement de la population et libèrent leur potentiel à pleine puissance. Encouragée par ses élèves, Mademoiselle Bustier décide de se présenter aux élections, devient à la fois maire et mère puis modélise tout Paris en une ville éco-fantaisiste. Dommage, dans la soirée de cette rébellion nationale où est censé avoir lieu le bal de fin d'année, Adrien, Kagami et Chloé quittent Paris pour Londres.
La même nuit, Félix refait surface. Au travers d'une pièce de théâtre, il conte son histoire à Marinette et quelles étaient ses intentions en échangeant tous les Miraculous avec celui du Paon. En réalité, par l'entremise de Kagami, il a pu connaitre l'identité de Ladybug (Kagami elle-même ne l'a su qu'au 12e épisode, hors écran). C'est pourquoi il compte sur elle pour défaire Gabriel alias Monarque, seul danger de son existence en tant que senti-être et intérêt amoureux de Kagami.
Dans Conformation (Le dernier jour - Partie 1), très tôt dans la matinée, Gabriel s'akumatize lui-même en Psycauchemardeur et répand de la poudre de mauvais rêve partout dans le monde. Cela fait bien évidemment partie de la première phase de l'Alliance Parfaite, les conséquences étant que tout le monde vit des cauchemars éveillés, Marinette et Adrien y compris. Par intuition, la première se rend dans le manoir du second, et finit par découvrir la vérité cachée de Gabriel et de toute sa famille. Aidée par une Nathalie mourante et repentante, Ladydragon et les Héros unis des spéciaux Miraculous World New York et Miraculous World Shanghai, elle échappe aux milliards d'habitants changés en Miraculisés (sortes de fantassins nés par une nouvelle fonctionnalité des bagues Alliance). Puis survient Plagg chargé de lui confier le Miraculous de Chat Noir étant donné que celui-ci a peur d'utiliser son pouvoir dans cet état.
Dans Re-création (Le dernier jour - Partie 2), après un rude combat au cours duquel Ladybug devenue Bug Noir reprend tous les Miraculous de Monarque un à un y compris le sien, Gabriel réussit tout de même à lui voler ses Miraculous et à faire un souhait plus juste. En effet, convaincu par Marinette de renoncer à ses ambitions pour respecter les dernières volontés d'Emilie, il choisit de faire le vœu de guérir Nathalie, affectée par l'usage du Miraculous du Paon endommagé, en échange de sa propre vie, écourtée par le cataclysme de Chat Noir.
Miraculous world Londres : Chronobug et les fantômes du passé - Le souhait de Gabriel réalisé, Marinette se réveille seule dans la crypte quand soudain Bunnyx lui apparaît. La première annonce à l'autre que l'avenir a été modifiée à cause d'un acte commise à l'instant et que pour cela, Ladybug n'existe plus. En réalité, quelqu'un vient à l'instant de lui dérober les Miraculous de la Création, de la Destruction et de la Transmission. Pour découvrir l'identité du chapardeur, Bunnyx lui remet deux versions des Miraculous de la Création et de l'Evolution pour devenir Chronobug, de sorte qu'elle aille dans le passé percer le mystère derrière ce mystérieux voleur.
Deux mois plus tard, Adrien qui est rentré de Londres, organise une fête dans son manoir. Il semble être heureux, comblé par la présence amplement suffisante de ses amis, de Nathalie, Félix et Amélie, sa tante qui a repris sa garde. À ses yeux et à celui de tous les parisiens, Gabriel Agreste est mort en héros pour défaire Monarque. Mais seuls Ladybug, Tomoe, Alya, Kagami, Félix et elle-même savent qu'il s'agit d'un mensonge. Lila / Cerise le sait également, étant donné que c'est sous les ruines de la crypte de Monarque qu'elle a récupéré le Miraculous du Papillon. C'est pourquoi de peur qu'elle ne devienne une nouvelle menace, Ladybug répare les Miraculous en leur rendant leur état initial puis les confie à leurs porteurs respectifs de façon définitive.

## Distribution

### Personnages principaux
- Anouck Hautbois : Marinette Dupain-Cheng / Ladybug
- Benjamin Bollen : Adrien Agreste / Chat Noir
- Marie Nonenmacher : Tikki
- Thierry Kazazian : Plagg
- Antoine Tomé : Gabriel Agreste / Monarque
- Fanny Bloc : Alya Césaire
- Marie Chevalot : Chloé Bourgeois
- Alexandre Nguyen : Nino Lahiffe

### Personnages secondaires
- Marie Nonnenmacher : Sabrina / Juleka / Manon / Longg
- Thierry Kazazian : M. D'Argencourt
- Marie Chevalot : Nathalie Sancoeur
- Alexandre Nguyen : Kim / Sass / Marcov
- Jessie Lambotte : Sabine Cheng / Mylène / Rose / Nadia Chamack / Mlle Bustier
- Martial Le Minoux : Tom Dupain / Roger / Max / Yves Gen / Nooroo
- Franck Tordjman : Xavier Ramier / Nathaniel / Ivan / Alec / Wayzz
- Gilbert Lévy : M. Damoclès / Le garde du corps de Adrien / André Bourgeois / Maître Fu / Bob Roth
- Clara Soares : Lila Rossi / Kagami Tsurugi / Pollen / Clara Rossignol
- Adeline Chetail : Alix Kubdel
- Matthew Géczy : Jagged Stone
- Anne-Charlotte Piau : Penny Rolling
- Gauthier Battoue : Luka Couffaine
- Céline Melloul : Audrey Bourgeois / Nora Césaire

Version française :
Studio de doublage : Zynco Studio ; adaptation : Gilles Coiffard ; direction artistique : Martial Le Minoux et Marie Chevalot

## Production

### Développement
Cette cinquième saison est confirmée en 2017 par le producteur Jeremy Zag. Elle est annoncée en préproduction avec la quatrième saison le 11 juin 2019. Le 17 mars 2020, alors que le premier confinement en raison de la pandémie de Covid-19 commence, le créateur de la série Thomas Astruc annonce sur ses réseaux sociaux que le travail d'écriture de la saison avec son équipe se poursuit en distanciel. Ce travail est annoncé comme achevé le 9 octobre 2020.
Les comédiens des différentes versions étrangères annoncent le début du doublage de la saison entre fin 2021 et début 2022. Le 13 avril 2022, TF1 annonce le début de la diffusion pour la fin de l'année. Le 19 mai 2023, Astruc annonce que l'épisode Révolution est prêt à être diffusé et que les deux épisodes finaux sont en cours de finition. La production de la saison s'achève le 13 juin 2023.

### Diffusion
La saison est diffusée pour la première fois sur la chaîne brésilienne Gloob à partir du 13 juin 2022, qui diffuse l'épisode Évolution en première mondiale.
En France, TF1 commence la diffusion le 24 octobre de la même année mais la diffusion en version française est initiée le 22 octobre par RTS Un. La chaîne suisse diffuse la fin de la saison en première mondiale le 1er juillet 2023 avant que TF1 ne conclut sa propre diffusion le 1er novembre 2023.

## Liste des épisodes

### Épisode 1:Évolution
- Suisse : 22 octobre 2022 sur RTS Un
- France : 24 octobre 2022 sur TF1

L'épisode reprend immédiatement après la fin de la précédente saison : Papillombre, désormais en possession de la quasi-totalité des Miraculous se fait désormais appeler Monarque. Face au soutien des parisiens, Ladybug jure depuis le Trocadéro que Chat Noir et elle continueront leur lutte contre Monarque. Juste après, les deux super-héros ont la surprise de voir Monarque lui-même apparaître depuis un portail temporel et partir dans un autre, suivi d'eux-mêmes. Ils ont à peine le temps d'essayer de réaliser ce qui vient de se produire que Bunnix surgit à son tour d'un portail temporel. Ils comprennent alors que Monarque a commencé à utiliser le Miraculous du lapin pour changer le passé.
Tous trois se rendent dans le Terrier et trouvent Monarque peu avant qu'il ne récupère les boucles de Ladybug en profitant d'un de ses combats contre Lady Wifi. Le ramenant dans le Terrier, ils l'affrontent mais grâce aux pouvoirs combinés de plusieurs Miraculous, Monarque a le dessus et immobilise Bunnix grâce à celui de l'abeille. Il ne parvient par chance pas à récupérer la version du Miraculous du lapin qu'elle possède et fuit à travers une fenêtre vers un autre espace-temps.
Chat Noir prend alors le relais de Alix immobilisée en récupérant son Miraculous et en le combinant avec le sien : il devient Lapin Noir. Ladybug et lui continuent de traquer Monarque à travers de multiples espace-temps avant que ce dernier, après avoir utilisé le pouvoir du Miraculous du chien sur sa version du Miraculous du lapin, ne s'effondre de fatigue du fait de l'utilisation simultanée d'un trop grand nombre de pouvoirs. Ladybug récupère le Miraculous du lapin mais est alors distraite par des cris et des alarmes : regardant l'autre côté de la Seine, elle aperçoit Maître Fu plus jeune et comprend qu'ils sont tombés en pleine Occupation. Monarque en profite pour récupérer son Miraculous du lapin et disparaît à travers un nouveau portail.
Ayant perdu sa trace et ne sachant désormais pas dans quel espace-temps il se trouve, Ladybug utilise son Lucky Charm : la solution est auprès de Maître Fu. Ils le retrouvent dans une ruelle après qu'il a fuit ses poursuivants et le convainquent de venir du futur, il consent alors à les laisser choisir un Miraculous de sa boîte. Ladybug récupère celui du chien et ils retournent dans leur présent après avoir promis à Fu de lui ramener le bijou d'ici quelques secondes de son point de vu. Ils se rendent au musée du Louvre et demande de l'aide à la jeune Alix, lui confiant le Miraculous du chien. Retournant dans le Terrier, ils mettent en place leur stratégie : ils ouvrent un portail au moment où Ladybug a été distraite pour que Alix utilise son pouvoir sur le Miraculous du lapin que Monarque récupèrera quelques secondes plus tard avant de se rendre au moment où ils ont affronté Papillon Écarlate après que Ladybug ait déposé son Lucky Charm, une boîte à Miraculous, dans le Terrier.
De son côté, Garbiel a été contraint d'arrêter sa transformation et de rejoindre Nathalie pour pouvoir nourrir les kwamis. Elle lui suggère alors une autre idée : plutôt que de chercher à changer ses défaites précédentes contre Ladybug et Chat Noir, il pourrait retourner à une période antérieure à l'utilisation du Miraculous du paon par Émilie et se confier à son lui du passé les informations permettant de le réparer. Séduit par l'idée, il trouve un espace-temps convenable mais au moment de déposer la clé USB contenant les informations, il remarque le Lucky Charm de Ladybug. Il se rappelle l'avoir déjà vu auparavant et trouve à son tour le jour où il était devenu Papillon Écarlate. Pensant que Ladybug et Lapin Noir s'apprête à le prendre en embuscade à l'époque pour réécrire l'histoire, il apparait à leurs côtés mais tombe dans le piège : Alix utilise son pouvoir pour récupérer le Miraculous du lapin, le combine avec celui du chien et disparaît dans un portail temporel avant que Monarque n'utilise à son tour le même pouvoir. Ceci fait, Ladybug et Lapin Noir disparaisse à leur tour dans un portail temporel, laissant Monarque abattu.
Utilisant son Miraculous Ladybug, Ladybug libère la Alix adulte. Face aux évènements, elle décide qu'il est temps pour la jeune Alix de devenir la porteuse permanente du Miraculous du lapin, lui permettant de devenir Bunnix pour la première fois. Toutefois, tant que Monarque n'aura pas été vaincu, elle devra rester en dehors du temps présent pour qu'il ne remette pas la main sur son Miraculous. La jeune Bunnix retourne rendre le Miraculous du chien à Fu dans le passé tandis que l'âgée se charge de renvoyer Monarque à son époque, où Ladybug et Chat Noir sont prêts à le confronter à nouveau mais il parvient toutefois à s'enfuir.
- Durant leurs voyages dans les différents espaces-temps, les personnages traversent les épisodes Lady Wifi, Riposte, Mayura, Animan, Inverso et Rebrousse-Temps.
- Le titre de l'épisode fait référence au concept du Miraculous du lapin.

### Épisode 2:Multiplication
- France : 25 octobre 2022 sur TF1

Alors Ladybug et Chat Noir prennent la décision de retrouver Félix à Londres, Su-Han surgit devant eux et réprimande Ladybug pour sa perte des Miraculous. Le maître tibétain finit toutefois par s'excuser en apprenant les efforts des deux super-héros pour tenter de reprendre le contrôle de la situation et prend la décision d'aller chercher des renforts au Tibet. Une fois à Londres, ils se rendent au domicile de Félix où ils sont accueillis par sa mère Amélie, qui affirme ignorer où est son fils. Bredouilles, ils rentrent à Paris où chacun prend pleine conscience des évènements de la longue journée qui s'est écoulée : l'absence et la perte des kwamis pour Marinette, le fait d'avoir été manipulé par son cousin pour Adrien.
Ayant encore en tête les conseils de Marinette sur le fait de communiquer avec son père, Adrien le confronte en affirmant vouloir arrêter sa carrière de mannequin, ce que Gabriel accepte à sa grande surprise immédiatement. Marinette, en se confiant sur la situation à Alya, prend la décision de renoncer à séduire, estimant que c'est l'amour qu'elle lui porte qui a obstrué son jugement et lui a fait donner le Miraculous du chien à Félix. Cette décision est rapidement mise à l'épreuve quand Adrien la contacte pour la remercier de l'avoir incité à parler à son père.
Alors que tout Paris ainsi que leur classe se prépare à la prochaine attaque de Monarque, aucun nouvel akumatisé n'apparaît au cours des semaines suivantes et ils n'obtiennent aucune nouvelle de Félix. Une certaine routine s'installe jusqu'à ce que Ikari Gozen réapparaisse, déterminée à raser les vieux bâtiments de Paris au nom de la modernité. À la grande surprise de Ladybug et Chat Noir, elle utilise le pouvoir du Miraculous de la souris pour se démultiplier. Ils parviennent néanmoins à libérer et purifier son akuma.
Une fois Tomoe Tsurugi revenue à sa forme humaine, ils cherchent le Miraculous sur elle mais elle ne porte pas le précieux bijou sur elle, les laissant circonspects. Une fois seule dans sa voiture, Tomoe active sa bague connectée et contacte Gabriel, l'informant du succès du « prototype ». Quelques jours plus tard, la marque Gabriel et le conglomérat Tsurugi annoncent le lancement d'un nouveau produit, élaboré en commun : la bague connectée Alliance, dont Adrien et Lila en sont les assistants virtuels après avoir été scannés pour être modélisés.
- Le titre de l'épisode fait référence au concept du Miraculous de la souris.

### Épisode 3:Destruction
- France : 26 octobre 2022 sur TF1

Gabriel tente de servir des kwamis qu'il détient toujours pour à nouveau voyager dans le temps ou qu'ils lui révèlent l'identité de Ladybug mais est confronté aux limites de leurs pouvoirs et l'impossibilité pour eux de révéler le nom de leur gardienne. Il prend toutefois conscience que même s'ils ne peuvent révéler son nom, rien ne les interdit de révéler le lieu où elle habite. Quand il leur donne l'ordre de le conduire à elle, Ziggy lui dit qu'il faut « suivre l'odeur des croissants ».
En pleine soirée pyjama avec Alya, Marinette voit alors surgir Monarque dans sa chambre grâce au pouvoir de téléportation de Kaalki et qui, sur les indications des kwamis, lui exige le cadeau que Ladybug lui aurait confié. Le cadeau est un porte-clés qui contient le nombre 42 sur un bout de papier tandis que la clé doit ouvrir un casier au lieu où il est possible, selon Xuppu, de faire « des glissades sur une piscine gelée ». Il se rend alors à la patinoire où il récupère le contenu du casier : un autre papier indiquant ce qu'il comprend être le début d'une adresse ainsi qu'une photo de la statue de cire de Chat Noir au musée Grévin. Il part ensuite pour le musée, non sans que le responsable de la patinoire Philippe ne prenne un selfie avec lui, à sa grande consternation.
Une fois devant la statue de Chat Noir, il remarque à nouveau un bout de papier, qu'il pense être le dernier élément de l'adresse de Ladybug mais ne lit qu'un seul mot dessus : « Crétin ». Ce qu'il pensait être une statue se révèle être Chat Noir lui-même, qui se jette sur lui en activant son Cataclysme tandis que Ladybug surgit pour les entrelacer avec son yo-yo avant de ligoter Monarque avec son Lucky Charm. Ne comprenant pas comment Ladybug a pu savoir où il se trouvait, elle lui révèle que c'est grâce à la photo de Philippe publiée sur ses réseaux sociaux : elle affirme en effet qu'elle a toujours su que s'il se rendait à la patinoire, c'est parce qu'il était en train de reconstituer l'adresse et qu'il n'y avait dès lors plus qu'à se rendre au musée Grévin pour lui tendre un piège.
Bien que Chat Noir le menace de lui appliquer son Cataclysme s'il tente d'utiliser le pouvoir d'un des Miraculous, Monarque tente de se libérer de leur étreinte commune et le fait chuter sur son bras gauche, lui infligeant le sort destructeur. Malgré la douleur, Monarque ouvre un portail de téléportation et s'enfuit avec les kwamis. Ladybug s'effondre d'avoir été proche de libérer le kwamis tandis que Chat Noir est sous le choc d'avoir cataclysmé un être humain. Toutefois, Monarque s'étant enfui avec son Lucky Charm, Ladybug ne peut pas réparer les dégâts provoqués par le Cataclysme.
Revenu chez elle, Marinette raconte les différents évènements du musée à Alya ainsi que son plan du jeu de piste qu'elle avait conçu au cas où Papillon aurait fini par capturer un kwami et lui ordonner de le mener à Ladybug. Bien que Marinette soit encore attristée de son échec, Alya la rassure que ce n'est qu'une question de temps avant qu'elle ne parvienne à reprendre les Miraculous à Monarque.
- Les événements de l'épisode ont lieu en parallèle de ceux du précédent.
- Le patineur français Philippe Candeloro fait son retour dans le rôle du responsable de la patinoire Philippe.
- Le spécial Miraculous World Paris s'insère dans la chronologie de cet épisode, juste après confrontation entre Monarque, Ladybug et Chat Noir
- Le titre de l'épisode fait référence au concept du Miraculous du chat noir.

### Épisode 4:Jubilation
- France : 27 octobre 2022 sur TF1

Les bagues Alliance se démocratisent progressivement. Au cours d'un jogging, Marinette surprend M. Damoclès en Hibou tenter de sauver un chat sur un panneau publicitaire. Le principal manque de chuter mais avant que Marinette ne se transforme pour lui venir en aide, une fille déguisée en Ladybug surgit et sauve Damoclès. En l'entendant parler, Marinette reconnaît alors Socqueline Wang, son ancienne camarade d'un an plus âgée qu'elle, qui la protégeait de Chloé.
Marinette se rend plus tard à la boutique que détient la mère de Socqueline aux Olympiades et confronte cette dernière sur les risques de se comporter comme une super-héroïne et blâme aussi M. Damoclès, également présent pour racheter un nouveau masque pour son costume. Dans le même temps, Socqueline lui fait la démonstration des fonctionnalités de sa propre bague Alliance. C'est alors qu'une alerte informe Marinette qu'une expérience de la docteure Anne-Jeanne Théoxanne du Bocquale ayant mal tourné saccage les rues de Paris, la poussant à intervenir en Ladybug en omettant de retirer la bague.
Revenue à la boutique, Marinette rend la bague à Socqueline, non sans que l'appareil n'annonce qu'elle a parcouru une distance de plusieurs dizaines de kilomètres en quelques minutes, ce que cette dernière prend pour un bug. Au même moment, Gabriel reçoit une alerte signalant qu'un des utilisateurs des bagues Alliance a effectué un déplacement dépassant les capacités humaines qui le mène à Socqueline, qu'il pense alors être Ladybug.
Monarque entre alors en scène et génère un mégakuma qu'il envoie, grâce au pouvoir de Transmission de Kaalki, auprès de Damoclès déprimé par les remontrances de Marinette. Il lui permet de devenir Le Grand Duc et lui transfère sur sa bague Alliance le pouvoir de Jubilation de Daizzi. Le Grand Duc s'attaque alors Socqueline peu après le départ de Marinette. Elle parvient à enregistrer leur conversation où il confirme que l'akuma se trouve bien à nouveau dans son masque avant d'être soumise à la Jubilation, qui la montre être félicitée par Ladybug et Chat Noir pour son aide. Le Grand Duc en profite pour récupérer ses boucles d'oreilles et apprend ainsi à Monarque qu'il s'est trompé sur l'identité de Ladybug.
Marinette, revenue parler à Socqueline, assiste à la scène et part se transformer avant de revenir sur place et de prendre connaissance de l'enregistrement sonore laissée par Socqueline à son attention. Le Grand Duc lance un appel à Ladybug et Chat Noir de venir l'affronter, tenant Socqueline en otage, informant ainsi Adrien qui se transforme et se dirige sur les lieux.
Alors que Chat Noir sauve Socqueline, Ladybug déclenche son Lucky Charm qui lui génère un réveil. Le Grand Duc parvient finalement à les piéger et à les soumettre à la Jubilation : ils se voient battre le Grand Duc puis localiser et vaincre Monarque, récupérant ainsi tous les Miraculous. Ils s'embrassent ensuite lors de leur premier rendez-vous au cinéma, puis se marient sous les applaudissements de leurs alliés. Toutefois, des réveils interrompent à plusieurs reprises tous ces moments. Alors qu'ils mangent une glace en bord de Seine avec leurs enfants à leurs côtés, Ladybug prend conscience que tout ce qu'ils vivent est un rêve de Jubilation, à la grande tristesse de Chat Noir. L'embrassant une dernière fois, elle le convainc de revenir au monde réel avec elle.
Reprenant le combat contre le Grand Duc, Chat Noir se déchaîne sur lui, furieux de ce rêve envolé et manque de le cataclysmer avant que Ladybug ne le ramène à la raison : il détruit alors le masque hébergeant l'akuma, que sa partenaire purifie aussitôt. Ils ne trouvent toutefois aucune trace du Miraculous du cochon sur Damoclès, Daizzi ayant été transféré hors de la bague Alliance pour revenir au repaire de Monarque. Ladybug remercie Socqueline mais l'incite à ne plus jouer elle-même Ladybug. De retour chez elle, Marinette se voit offrir une bague Alliance par sa mère mais la refuse en lui suggérant de la garder pour elle, son expérience avec celle de Socqueline lui ayant fait prendre conscience du danger d'en porter une.
- Le titre de l'épisode fait référence au concept du Miraculous du cochon.
- Plusieurs personnages issus des deux premiers téléfilms Miraculous World, sortis lors de la diffusion de l'épisode, apparaissent en caméo.

### Épisode 5:Illusion
- France : 2 novembre 2022 sur TF1

Adrien supporte de moins en moins l'utilisation de son image comme assistant virtuel des bagues Alliance. Voulant aborder le sujet avec son père, il a la surprise de voir ce dernier prendre du temps avec lui, allant jusqu'à lui cuisiner des pancakes et accepter d'aller à la réunion parents-professeurs. Gabriel justifie ces changements par le temps gagné par la suppression des séances photos que Adrien n'a plus besoin de faire grâce à la modélisation qui a été faite de lui. Heureux de ce rapprochement père-fils, Adrien voit alors dans cette situation un moindre mal largement compensé.
Marinette et Alya tentent de comprendre comment Monarque transmet les pouvoirs de Miraculous aux nouveaux akumatisés. Afin de continuer à aider Ladybug et Chat Noir sans disposer de pouvoirs, Nino les intègre avec Adrien dans la Résistance qu'il vient de créer et a l'idée de filmer une akumatisation pour résoudre le mystère. Son plan est d'humilier Gabriel, largement connu pour ses sautes d'humeur, en pleine réunion parents-professeurs en salissant son costume. Toutefois, Lila surprend leur conversation et prévient Gabriel.
Une fois recouvert de nourriture, Gabriel feint d'être affecté et quitte le collège avec Adrien. Il devient Monarque et assimile Trixx pour utiliser le pouvoir de l'Illusion et créer une image de Gabriel Agreste se faisant akumatizatiser en Collectionneur et recevant le pouvoir de Migration, au moment où Adrien filme la scène. L'Illusion s'en prend ensuite aux amis de Adrien, qui profite de la confusion pour devenir Chat Noir tandis que Marinette fait de même avec Ladybug.
Dans le même temps, Monarque assimile les pouvoirs de Migration, d'Action, de Multiplication et de Sublimation :  il crée ainsi huit versions miniatures de lui-même disposant du venin immobilisant, de la capacité de se téléporter et d'être invisibles. Il parvient à immobiliser Chat Noir mais échoue à faire de même avec Ladybug à cause de son Lucky Charm. Elle tente ensuite de raisonner le Collectionneur qui parvient à rejeter l'akuma. Gabriel profite ensuite que son Illusion soit temporairement hors de vue de Ladybug pour prendre sa place.
Nino découvre sur le ralenti de la vidéo prise par Adrien un bref éclair frappant ce qu'il pense être Gabriel Agreste et en déduit qu'il s'agit de la méthode utilisée par Monarque pour transmettre les pouvoirs de Miraculous. Revenus au collège, Nino présente à ses trois amis le reste de la Résistance, composée de Max, Kim, Rose, Juleka, Ivan, Mylène et Lila, au grand déplaisir de Marinette pour cette dernière. Dans le même temps, Adrien convainc son père de ne pas être obligé de porter une bague Alliance.
- Le titre de l'épisode fait référence au concept du Miraculous du renard.

### Épisode 6:Détermination
- France : 28 octobre 2022 sur TF1

Après un de leurs cours d'escrime, Kagami note qu'Adrien semble commencer à avoir des sentiments pour Marinette, ce que le jeune garçon nie en affirmant qu'elle est une simple amie. Elle l'incite à inviter Marinette à un rendez-vous pour clarifier ses sentiments. Bien que Kagami pointe le manque de romantisme du lieu, il choisit le musée Grévin en se remémorant le moment où Marinette lui avait accidentellement déclaré son amour en le prenant pour son lui de cire. Marinette a de son côté des doutes sur ses sentiments pour lui, notamment à la suite de la perte des Miraculous. Afin de l'encourager, Luka accepte de venir avec elle tandis que Kagami fait de même avec Adrien.
Le rendez-vous ne parvient toutefois pas à tourner au romantisme, Marinette paniquant systématiquement quand Adrien tente de parler de ses sentiments envers elle. Au même moment, André Bourgeois interdit la mise en exposition des statues de cire de Miraculous Team dans la Salle des héros après un énième caprice de Chloé, au grand dam de la responsable du musée Véronique. Monarque utilise alors sa tristesse pour l'akumatiser en Manipula, lui transmettant le pouvoir de Détermination pour qu'elle soit invincible aux pouvoirs de super-héros. Elle donne ensuite vie aux statues de cire de la Salle des héros.
Ladybug et Chat Noir engagent le combat contre les statues tandis que Manipula confronte André Bourgeois à l'Hôtel de Ville pour la réouverture de son exposition. Les deux adolescents parviennent à les rejoindre mais, toujours culpabilisante de la perte des Miraculous, Ladybug manque de renoncer quand le combat semble perdu face à l'invulnérabilité de Manipula. Les encouragements de Chat Noir lui redonne espoir pour triompher. Véronique redevenue elle-même, le maire de Paris consent finalement à ignorer le caprice de Chloé à autoriser l'ouverture de la Salle des héros pour maintenir l'espoir des Parisiens.
- Le titre de l'épisode fait référence au concept du Miraculous du buffle.

### Épisode 7:Passion
- France : 31 octobre 2022 sur TF1

Alya est dubitative de l'amour que Marinette affirme désormais porter à Chat Noir, affirmant à cette dernière qu'elle cherche inconsciemment à fuir ses sentiments au moment où Adrien s'intéresse à elle. Adrien, de son côté, est euphorique et remarque simultanément que Nathalie porte l'alliance de sa défunte mère, ce qu'il interprète comme une officialisation d'une relation entre son père et elle. En réalité, les deux sont toujours profondément en froid, Nathalie affirmant que Gabriel n'est désormais dicté que par sa folie et non le bien-être de Adrien. Le styliste lui révèle alors la blessure du Cataclysme de Chat Noir : le temps lui est désormais compté et avec Nathalie qui s'affaiblit elle-même progressivement, l'enjeu des Miraculous n'est désormais plus seulement de ressusciter Émilie mais d'éviter à Adrien de se retrouver seul.
Réfléchissant à un moyen de déclarer son amour à Marinette, Adrien tente de prendre conseil auprès de Nathalie et prend conscience qu'elle semble être atteinte de la même maladie que sa mère avant qu'elle ne succombe. Nathalie, revoyant les enregistrements d’Émilie lui demandant de veiller sur son fils, décide de récupérer les Miraculous avant que Gabriel ne le fasse. Elle lui propose un nouveau plan : l'akumatiser en Safari, une redoutable chasseuse disposant du pouvoir de la Passion, dont elle se sert pour se créer tout l'équipement nécessaire afin traquer Ladybug et Chat Noir.
Elle utilise une Illusion de Timetagger pour inciter les deux super-héros à apparaître et parvient à neutraliser Ladybug, perturbée à cause de ses sentiments en présence de Chat Noir, grâce à ses flèches à tête chercheuse disposant du venin de l'Action. Emportant son équipière paralysée dans sa fuite, Chat Noir tente désespérément d'échapper lui aussi aux flèches qui le traquent jusque dans les égouts. Il ne doit son salut qu'à sa détransformation, les flèches ne traquant que son empreinte quantique.
Grâce à Plagg, il retire ses boucles d'oreilles à Ladybug, dont la paralysie s'arrête en conséquence. Prenant conscience du fonctionnement des flèches, ils échangent leur Miraculous et redeviennent Lady Noire et Mister Bug afin de pouvoir approcher Safari. Le plan fonctionne mais malgré l'équipement de Safari qu'ils détruisent progressivement, ils prennent conscience que le mégakuma n'est pas sur elle. Ayant reconnu Nathalie, Mister Bug comprend qu'il se trouve probablement dans la chambre de cette dernière, ce que lui confirme son Lucky Charm et parvient à retourner chez lui pour le capturer grâce à la couverture de Lady Noire.
- Le titre de l'épisode fait référence au concept du Miraculous de la chèvre.

### Épisode 8:Réunion
- France : 1er novembre 2022 sur TF1

En quête d'indice sur les Miraculous au Louvre en compagnie de Alya, Marinette apprend de Tikki qu'elle peut entrer en contact avec les précédentes porteuses du Miraculous de la coccinelle grâce au Kwagamata qu'elle lui avait offert pour son anniversaire. Désirant savoir si une romance entre elle et Chat Noir serait possible, elle invoque l'esprit d'une de ses prédécesseuses qui a vécu une histoire avec un porteur du Miraculous du chat noir : Jeanne d'Arc, connue sous le nom de La Parque Écarlate. Cette dernière est toutefois peu encline à aborder ce sujet.
Parallèlement, Alim Kubdel reçoit fréquemment des nouvelles de Alix, toujours cachée dans le temps, qui dissimule des lettres dans les œuvres qu'il réceptionne. Mais son fils Jalil, influencé par les théories du complot sur les réseaux sociaux, est persuadé que sa sœur a été manipulée par Ladybug et que Monarque cherche en réalité le bien commun dans sa quête des Miraculous. Il en appelle à Monarque pour qu'il l'akumatise à nouveau pour pouvoir retrouver Alix. Enchanté d'avoir un allié volontaire, Monarque le retransforme en Pharaon avec l'intention de répondre à sa requête et ainsi saisir l'occasion de récupérer le Miraculous du lapin.
Pharaon plonge les alentours du Louvre dans une pyramide grâce à l'objet qui contient son mégakuma : le Livre de la Vérité, un livre contenant toute la vérité, qu'il protège grâce à un bouclier issu du pouvoir de la Protection transféré par Monarque. Pour l'atteindre, Ladybug et Chat Noir doivent ouvrir les différents accès du musée bloqués par le Livre de la Vérité en répondant aux questions d'histoire qu'il leur pose.
Malgré des questions pièges ou concernant le futur, ils parviennent à rejoindre Pharaon grâce aux aides de Jeanne et de Alix, avec qui elle arrive à prendre indirectement contact grâce à son Lucky Charm. Toutefois, Pharaon parvient à protéger le Livre de la Vérité et s'apprête à récupérer la bague du chat noir avant que Ladybug ne lui suggère de demander la vérité qu'il recherche tant auprès de l'artefact. Bien que Monarque tente de le convaincre de ne pas céder à ce qu'il appelle une manipulation, Pharaon interroge le Livre de la Vérité, qui lui certifie la véracité du voyage volontaire de sa sœur pour aider Ladybug. Fou de rage d'avoir été manipulé, Jalil rejette le mégakuma et redevient lui-même.
Après avoir observé les deux adolescents faire équipe, Jeanne consent à raconter à Marinette son histoire d'amour avec Dark Grimalkin, un chevalier anglais qui possédait le Miraculous du chat noir et qui fût chargé par le régent du royaume d'Angleterre d'aider les armées anglaises au cours de la guerre de Cent Ans. Le Miraculous de la coccinelle fut confié à Jeanne en conséquence afin de rétablir l'équilibre dans le conflit, résultant de nombreuses confrontations entre les deux porteurs avant qu'ils ne refusent de continuer de combattre face aux atrocités de la guerre, provoquant le courroux de leurs monarques respectifs. Les deux tombèrent amoureux et aspirèrent à une vie heureuse avant que Jeanne ne soit capturée et livrée aux Anglais puis condamnée au bûcher. Elle parvint toutefois à s'évader et renonça avec Grimalkin à son Miraculous.
- Il s'agit du premier épisode de la saison qui ne fait pas référence au concept d'un Miraculous.

### Épisode 9:Exaltation
- France : 3 novembre 2022 sur TF1

Marinette est attristée de l'absence de réaction de Chat Noir face à ses déclarations d'amour, le jeune garçon pensant qu'elles ne sont que des tests pour vérifier si leur relation est toujours purement amicale. Lors d'une nouvelle soirée pyjama, Marinette s'embrouille avec Alya qui tente de lui faire prendre conscience qu'elle se ment à elle-même sur des sentiments et que Adrien est le vrai garçon qu'elle aime. En réponse, Marinette jette les multiples photos de modèle de Adrien qu'elle a dans sa chambre en guise de preuve qu'elle n'a plus de sentiments pour lui et va même jusqu'à se faire porter occupée quand Adrien en personne arrive à la boulangerie dans l'intention de la voir, à la consternation de Alya.
Attristé par le fait de ne pas voir celle qu'il aime, Adrien fuit peu après son départ de la boulangerie un attroupement de fans en se transformant en Chat Noir. Réfugié sur les toits à proximité de la boulangerie, il a la surprise de voir Marinette sortir sur sa terrasse. Se remarquant mutuellement, ils se rejoignent et finissent par s'avouer les sentiments qu'ils éprouvent l'un pour l'autre avant que Chat Noir n'emmène Marinette faire un tour sur les toits de Paris de nuit.
Les deux amoureux, euphoriques de leur soirée, finissent par se rendre auprès de André le glacier. Mais alors qu'il leur fait remarquer qu'ils aiment respectivement Ladybug et Adrien Agreste, les deux adolescents le nie mutuellement, se blessant sans le savoir l'un l'autre. Discutant ensemble de l'évolution de leurs sentiments envers ceux pour qui ils éprouvaient de l'amour, Marinette et Chat Noir finissent toutefois par s'embrasser avant qu'il n'arrête en prenant conscience qu'il utilise sa notoriété pour embrasser ce qu'il pense être une fan. Ce rejet est la goutte d'eau pour Marinette qui éclate en sanglots, définitivement abattue de ne pouvoir aimer une fois de plus qui elle veut.
Face à un tel désespoir, Monarque envoie un megakuma sur Marinette, qui est sur le point de donner ses boucles d'oreilles et de céder à l'akumatisation avant que Chat Noir ne l'interrompt en l'embrassant pour la sauver. Le megakuma parvient toutefois à fuir avant qu'il ne puisse le détruire tandis que Marinette est sous le choc d'avoir failli être akumatisé et prend conscience qu'une relation avec Chat Noir est trop dangereuse. Monarque n'en reste toutefois pas là : il profite de la tristesse de André face à la mauvaise prédiction de ses glaces pour le réakumatiser en Glaciator en lui transmettant en plus le pouvoir d'Exaltation pour augmenter la puissance de ses attaques.
- Le titre de l'épisode fait référence au concept du Miraculous du tigre.

### Épisode 10:Transmission (Le choix des Kwamis - Partie 1)
- France : 2 avril 2023 sur TF1

Marinette ne quitte plus sa chambre depuis plusieurs jours, le poids des évènements des derniers mois l'accablant désormais. Dépressive, elle ne parle plus à quiconque et ne s'alimente plus. Alya s'assure de faire en sorte que Adrien lui apporte ses devoirs afin de lui apporter du réconfort, ce qu'il accepte avec l'intention de remonter le moral de Marinette, conscient que la situation est due à Chat Noir. Laissés seuls dans la chambre de Marinette, Adrien tente de se dévoiler pour l'inciter à se confier. Elle est sur le point de lui révéler être Ladybug avant de se raviser et de se dévaloriser, poussant Adrien à lui révéler ses sentiments pour elle. Toujours traumatisée par les évènements récents, elle rejette à regret cette déclaration en affirmant qu'elle n'éprouve plus rien pour lui, laissant un Adrien anéanti repartir chez lui.
Ressentant cet amas de tristesse, Monarque est sur le point d'envoyer un megakuma avant de prendre conscience que ces sentiments viennent de son propre fils et de se raviser. De leur côté, Tikki et Plagg se rencontrent secrètement et prennent la décision, face à la situation, de libérer les deux adolescents de leurs responsabilités de super-héros et de trouver de nouveaux porteurs. Adrien trouve du réconfort auprès de Nathalie qui tente de le consoler avant que Gabriel lui-même ne vienne auprès de lui, sous le regard méfiant de son assistante qui lui intime clairement de ne pas profiter de la détresse de son fils. Gabriel n'en tient pas compte et se contente de donner une bague Alliance à Adrien avant de le laisser, avec l'intention de l'akumatiser alors qu'il la porte. Adrien la retire toutefois presque immédiatement.
Tikki et Plagg annoncent à leurs porteurs qu'ils ont décidé à regret de leur chercher des successeurs pour qu'ils puissent vivre leur amour et les quitte après avoir récupérer leurs Miraculous. Bien qu'abattu par le départ de Plagg, Adrien reprend joie en voyant qu'il n'a pas laissé ses devoirs à Marinette et qu'il a un prétexte pour retourner la voir et discuter avec elle. Par chance, sa tristesse disparaît au moment où son père allait l'akumatiser. Monarque ressent toutefois une source de colère auprès d'une personne possédant cinq bagues Alliance, augmentant d'autant le nombre de pouvoirs de Miraculous transférable simultanément.
Libérée de sa pression et du rôle de Ladybug, Marinette voit également son moral remonter lorsque Adrien revient dans sa chambre au moment où elle remettait les photos de lui en place. Après discussion, Marinette parvient à déclarer à demi-mot malgré ses difficultés qu'elle éprouve toujours des sentiments pour lui. De leur côté, Tikki et Plagg trouve leurs nouveaux porteurs : Alya pour la première tandis que le deuxième jette son dévolu sur Zoé Lee. Les nouvelles super-héroïnes ne tardent pas à devoir agir : Kiku, le nouvel akumatisé de Monarque sème le chaos aux Olympiades.
Scarabella signe ainsi son retour tandis Zoé vient lui porter assistance sous les traits de Blaqueminette. Avec l'aide des pompiers de Paris, elles parviennent à contrecarrer les multiples pouvoirs de Kiku et à capturer son megakuma. Kiku se révèle être le kick-boxeur Kouki, un des partenaires de Nora Césaire, qui l'avait rendu furieux après qu'elle l'ait humilié sur les réseaux sociaux. Maintenant rassurés que la relève est assurée, Marinette et Adrien sont heureux à l'idée de commencer une relation.
- Le titre de l'épisode fait référence au concept du Miraculous du papillon.

### Épisode 11:Déflagration (Le choix des Kwamis - Partie 2)
- France : 2 avril 2023 sur TF1

Alya et Zoé sont désormais les nouvelles super-héroïnes de Paris, Scarabella et Blaqueminette. Marinette est ravie que Tikki ait choisi Alya et apprend à cette dernière la légère évolution dans sa relation avec Adrien. Plagg incite de son côté sa nouvelle porteuse à ne pas laisser faire face au comportement exécrable de Chloé à son égard. Gabriel annonce à Nathalie qu'il connaît les identités de Alya et Zoé grâce aux bagues Alliance et se prépare à leur dérober leurs Miraculous. Pour cela, il assimile les pouvoirs d'Action, de Multiplication, de Prétention, de Détermination et Téléportation.
En étant invisible, Monarque surprend une réunion de la Résistance dans le sous-sol du lycée et sabote leur système d'alerte aux mégakumas avant de se diviser et d'attendre une occasion d'akumatiser quelqu'un. L'occasion ne tarde pas à arriver à la cantine quand Chloé, qui s'apprêtait à humilier Marinette, est sèchement remise à sa place par Zoé. Sa fureur est telle qu'elle se laisse volontairement transformée par le mégakuma en Pire que Pirkell, capable de transformer ceux qu'elle touche à ses chaussures en escarpins chantant à sa gloire.
Alors que Alya et Zoé se cachent pour se transformer, Monarque les paralyse simultanément grâce à ses répliques de lui-même avec le venin de l'Action, puis se téléporte aux arènes de Lutèce où il se rassemble avant de mettre les boucles d'oreille et la bague pour amalgamer Tikki et Plagg avec Nooroo. Les deux kwamis tentent toutefois de résister et Plagg, à défaut de pouvoir attaquer Monarque invincible avec le pouvoir du Miraculous du bœuf, cataclysme son propre Miraculous pour l'empêcher de réaliser son vœu, après avoir demandé à Tikki de générer un Lucky Charm.
L'objet magique tombe aux pieds de Marinette qui découvre Alya paralysée dans les toilettes. Comprenant que Monarque a récupéré les Miraculous, elle retourne chez elle pour préparer son plan pour les lui reprendre. L'utilisation par Tikki et Plagg de leurs pouvoirs sans porteur est toutefois en train de provoquer des dégâts dans tout Paris. Tikki est obligée par Monarque de lui révéler le moyen de récupérer la bague du chat noir lorsque Marinette, entièrement vêtue d'une combinaison cachant son identité, demande à son ennemi juré de lui rendre les boucles d'oreille afin de pouvoir réparer les dommages ainsi que le précieux bijou avec le Lucky Charm qu'elle détient.
Monarque se téléporte derrière elle, récupère l'objet avant d'amalgamer Tikki et de lancer son propre Miraculous Ladybug mais celui-ci était un faux. Surgissent alors, pour aider Marinette, les membres de la Résistance ayant réussi a capturé Pire que Pirkell, dont ils se servent d'ailleurs comme arme par destination contre Monarque qui doit la désakumatiser en conséquence. Comble de l'ironie, c'est Adrien qui lui soutire le Miraculous de la coccinelle et le rend à Marinette toujours masquée qui peut redevenir Ladybug, réparer les dégâts et récupérer la bague du chat noir fraîchement réparée. Monarque parvient toutefois à s'enfuir avec la Téléportation.

### Épisode 12:Perfection
- France : 9 avril 2023 sur TF1

Marinette et Adrien sont euphoriques de leur début de relation, au point de s'en parler mutuellement sans le savoir en Ladybug et Chat Noir. Marinette ne parvient toutefois pas à lui avouer ses sentiments. Elle ignore dans le même temps les appels de Kagami, par peur de la décevoir en lui apprenant cette situation malgré l'aide qu'elle lui a apporté. L'aide de l'ensemble de leur classe pour les mettre dans des situations opportunes ne parvient pas non plus à la débloquer, même lorsqu'Adrien lui dédie une chanson lors d'une soirée sur la péniche des Couffaine.
Prise de panique, elle quitte la soirée en se transformant en Ladybug, non sans avoir inconsciemment rejeté plusieurs fois l'aide de Kagami qui, manipulée par Lila, déduit que ces nombreuses tentatives d'évitements signifient que Marinette ne la considère pas comme une amie. Monarque profite de la profonde détresse de Kagami pour la transformer en Ryukomori, un être géant ayant la capacité de ne plus entendre ni voir personne pour rester isolée du monde, et lui transmet le pouvoir de la Perfection.
Ladybug et Chat Noir interviennent mais ne peuvent ni attaquer Ryukomori en raison de sa composition en nuages, ni communiquer verbalement avec elle pour la raisonner. Ils parviennent néanmoins à établir une communication avec un kanji puis, en réunissant l'ensemble de leurs amis, avec un tableau géant composés de perles à repasser générées par le Lucky Charm. Profondément émue par ce geste qui lui est dédié, Kagami rejette le mégakuma. De retour sur la péniche, Marinette et Kagami se confient respectivement sur leur peur de décevoir l'autre pour la première, celle de ne pas être une bonne amie pour la deuxième. Cette confidence permet à Marinette de prendre conscience qu'elle a elle-même peur de ne pas être à la hauteur pour Adrien.
- Le titre de l'épisode fait référence au concept du Miraculous du dragon.

### Épisode 13:Migration
- France : 16 avril 2023 sur TF1

Marinette et Adrien se confient tous deux à Luka sur leurs problèmes dans leur relation, situation qui n'est pas sans ironie pour le jeune homme qui sait qu'ils sont Ladybug et Chat Noir. Son père Jagged lui demande aussi des conseils sur la façon dont il pourrait être un meilleur paternel. Bob Roth, découvrant que Luka est le fils de Jagged, propose un contrat aux Kitty Section. Bien que le groupe soit rebuté à la suite des conséquences de la précédente tentative de collaboration du groupe avec Roth, Luka décide de croire en la rédemption du producteur et tous signent avant d'être immédiatement licenciés, à l'exception de Luka : n'ayant pas lu les termes du contrat, tout ce qui touche Kitty Section appartient désormais à Roth qui ne s'intéresse qu'à la personne de Luka qu'il veut vendre comme fils de Jagged Stone.
Ressentant la colère et détresse de Luka, Monarque tente de l'akumatiser mais est toutefois surpris de voir l'adolescent résister. Ressentant sa panique, Monarque comprend alors qu'il connaît les identités de Ladybug et Chat Noir mais Luka rompt la connexion mentale entre eux en détruisant sa guitare où s'était logé le mégakuma. Il déchire ensuite le contrat de Roth, que Monarque akumatise en ressentant sa colère et sa frustration. Il devient Disque d'Or et obtient également le pouvoir de Migration pour pouvoir se téléporter à volonté.
Disque d'Or se sert de son pouvoir pour transformer les gens en vinyles chantant leurs secrets. Grâce à Luka qui s'assure de les isoler, Marinette et Adrien se transforment. Il révèle aussi à chacun d'eux qu'il connaît son identité secrète. Grâce à son Lucky Charm et avec son accord, Ladybug crée un plan en se servant de Luka comme appât pour Disque d'Or pour détruire le vinyle en or de leur adversaire.
- Le titre de l'épisode fait référence au concept du Miraculous du cheval.
- Diverses pochettes d'album célèbres sont parodiés dans l'épisode : Nevermind de Nirvana, Unbehagen du Nina Hagen Band, The Court of the Crimson King de King Crimson, Chunga's Revenge de Frank Zappa et Slave to the Rhythm de Grace Jones.
- Le personnage de Monarque fait indirectement référence à la chanson Rebel Rebel de David Bowie tandis que celui de Disque d'Or cite les paroles de Voyage, voyage de Desireless.
- Le personnage de Disque d'Or fait également une référence à l'accroche du film Alien « Dans l'espace, personne ne vous entendra [...] ».

### Épisode 14:Dérision
- France : 16 avril 2023 sur TF1

Marinette et Adrien ont rendez-vous à la piscine mais tout au long du chemin, l'adolescente fait, sans comprendre pourquoi, de multiples crises de panique qui s’exacerbent après avoir vu Kim dans le bassin. Affolée, elle fuit dans les vestiaires, où elle s'enferme, devant un Adrien circonspect. Un mégakuma surgit alors et Monarque tente de profiter de sa détresse pour l'akumatiser. Marinette remonte alors dans ses souvenirs pour essayer de comprendre ce qui lui arrive avant de céder à Monarque.
Un an auparavant, alors en classe de quatrième, Marinette était sous le charme de Kim mais subissait régulièrement le harcèlement de Chloé, assistée de Sabrina, qui interdisait à quiconque de devenir ami avec elle. Le harcèlement se poursuivait par des humiliations régulières de Marinette et seule Socqueline la défendait en tenant tête à Chloé, protégée par la position de son père. Prenant son courage à deux mains, Marinette est parvenue à inviter Kim à la piscine et après un bon moment passé ensemble, elle lui a avoué ses sentiments. Kim s'était alors mis en genoux en sortant une boîte à bijoux mais alors que Marinette, profondément touchée, pensait trouver un cadeau, elle découvrit des araignées lui sautant dessus et lui faisant perdre l'équilibre et chuter du plongeoir où ils se trouvaient, non sans voir Chloé filmer la scène au cours de sa chute.
Sans qu'elle le sache, Chloé avait manipulé la naïveté de Kim pour l'inciter à faire cette farce en lui faisant croire que Marinette apprécierait. Alors que Chloé s'apprêtait à poster la vidéo humiliante sur les réseaux sociaux, Socqueline lui dérobe et détruit son téléphone pour l'en empêcher. Bien que cet évènement se soit passé hors des heures de cours, Chloé a fait exclure Socqueline jusqu'à la fin de l'année. Cette expérience a tellement traumatisé Marinette qu'elle s'est alors jurée de ne plus dévoiler ses sentiments à un garçon tant qu'elle ne saurait pas absolument tout de lui. Comprenant enfin la source de sa panique, elle interrompt alors l'akumatisation.
De son côté, Kim raconte également l'histoire de façon hilare à Ondine et Adrien, furieux de cet aveu et de la façon dont il prend cette histoire à la légère. Vexé de leurs remontrances, Kim se voit alors ciblé par Monarque qui se reporte sur lui et le transforme en Dismoqueur, lui confiant le pouvoir de Dérision pour lui permettre de rendre ses cibles aussi blagueuses que lui.
Après s'être transformé, Chat Noir est toujours aussi furieux contre lui pour ce qu'il fait à Marinette qu'il l'attaque violemment et manque même de le cataclysmer avant d'en être empêchée par Ladybug. Dismoqueur en profite alors pour le toucher avec une de ses flèches, le soumettant à son pouvoir de farce. Après un premier Lucky Charm détruit, Ladybug parvient à en recréer un autre en se retransformant et fait mine d'avoir été touchée par une flèche pour tromper Dismoqueur et capturer son akuma.
Prenant conscience de ce qu'il lui a fait, Kim présente ses excuses à Marinette et promet à Ondine qu'il va essayer de changer. Marinette avoue toutefois à Adrien que bien qu'elle ait compris la source de son blocage, elle risque d'être toujours aussi incapable de lui avouer ses sentiments et que cela peut durer longtemps mais Adrien la rassure en lui affirmant qu'il attendra le temps qu'il faudra.
- Le titre de l'épisode fait référence au concept du Miraculous du singe.

### Épisode 15:Intuition
- France : 23 avril 2023 sur TF1

Sans que Ladybug et Chat Noir n'en ait pris conscience, Monarque a utilisé le pouvoir de Seconde chance du Miraculous du serpent au cours de leurs derniers affrontements. Cette utilisation se révèle toutefois inutile, le Lucky Charm de Ladybug s'adaptant à chaque retour dans le temps et pire, la propagation du Cataclysme que Gabriel a subi se poursuit malgré son usage. Le cœur de Gabriel est désormais atteint, ce qui amène Nathalie à lui suggérer de renoncer aux Miraculous et de concentrer leurs efforts à préparer l'avenir d'Adrien sans eux.
Gabriel prend toutefois la décision de tenter un ultime plan basé sur l'utilisation de Seconde chance quand il apprend la planification d'un vol d'essai d'un jet spatial des industries Tsurugi, piloté par Claudie Kanté avec l'assistance d'un IA intégrée nommée A.D.A. Grâce à l'aide de Tomoe qui lui fournit les codes de contrôle de A.D.A, il coupe ses détecteurs lui permettant de détecter la présence de Claudie dans l'habitacle : l'IA prend la décision de fuir à l'autre bout de l'univers pour ne plus mettre en danger de nouvelles vies humaines.
Monarque génère ensuite un astéroïde prêt à frapper la Terre avec le Miraculous de la chèvre, contraignant comme il l'avait prévu Ladybug et Chat Noir à se séparer pour faire face aux deux problèmes simultanément avant d'akumatiser A.D.A en Bugfighter. Il remonte le temps à de multiples reprises pour s'adapter aux réactions des super-héros mais chaque tentative se solde par un échec. Après d'innombrables tentatives, Gabriel s'effondre à genoux et se détransforme avant de s'évanouir tandis que pour le reste du monde, le vol d'essai s'est déroulé sans aucun problème.
- Le titre de l'épisode fait référence au concept du Miraculous du serpent.
- Les évènements des épisodes Passion, Exaltation et Dérision du point de vue de Gabriel Agreste sont dévoilés.

### Épisode 16:Protection
- France : 30 avril 2023 sur TF1
- Canada : 29 janvier 2023 sur Télé-Québec

Marinette et Adrien voient leurs amis essayer de favoriser leur occasion d'échanger leur premier baiser mais ils se heurtent au blocage persistant de Marinette tandis que Lila continue sa manipulation de Kagami, qui essaye elle-même d'aider son ancien petit-ami dans sa relation. Gabriel rencontre Tomoe afin de lui demander d'avancer la date du prochain bal organisé conjointement par leurs marques en raison du peu de temps qu'il lui reste. Les deux apprennent également que leurs enfants respectifs ne sont plus en couple en surprenant leur conversation, contrairement à ce qu'ils avaient planifié.
Gabriel contraint Adrien à arrêter sur-le-champ toute relation avec Marinette, qu'il venait pourtant d'inviter à un pique-nique. Révoltée par cet acte, Nathalie incite au contraire Adrien à ne pas se laisser dicter ses choix amoureux. Prenant conscience que son fils lui a désobéi en entendant les éclats de rire des deux adolescents, Gabriel confronte sèchement sa garde du corps mais ne peut que s'incliner face à la situation.
Gabriel contacte aussitôt Lila pour la confronter à son échec de protéger son fils des influences qu'il estime néfastes mais elle lui apprend que Kagami est tiraillée entre les sentiments qu'elle éprouve toujours pour Adrien et son amitié pour Marinette. Lila lui suggère alors de laisser Monarque prendre connaissance de ce fort sentiment et akumatiser une nouvelle fois Kagami afin que la culpabilité de Marinette et Adrien après ces évènements soit telle que leur relation ne sera plus possible. Afin d'accentuer les sentiments de Kagami, Lila lui fait croire que Marinette est en réalité une manipulatrice.
Monarque envoie alors un mégakuma conformément à la suggestion de Lila et transforme Kagami en Riposte Prime. Elle surgit au manoir Agreste alors que Marinette et Adrien s'apprêtent enfin à s'embrasser, contraignant les deux à se transformer pour la vaincre et la ramener. Une fois détransformés, ils tentent de comprendre ce qui a poussé Kagami à penser que Marinette est une menteuse et apprennent alors l'implication de Lila. Parvenus à la convaincre du mensonge de Lila, il voit leur amie éclatait en sanglots face à son incapacité à contrôler ses émotions et l'étreignent pour la rassurer.
- Le titre de l'épisode fait référence au concept du Miraculous de la tortue.

### Épisode 17:Adoration
- France : 7 mai 2023 sur TF1

- Le titre de l'épisode fait référence au concept du Miraculous du chien.

### Épisode 18:Émotion
- France : 14 mai 2023 sur TF1
- Canada : 4 février 2023 sur Télé-Québec

- Le titre de l'épisode fait référence au concept du Miraculous du paon.

### Épisode 19:Prétention
- Suisse : 20 mai 2023 sur RTS Un
- France : 23 octobre 2023 sur TF1

- Le titre de l'épisode fait référence au concept du Miraculous du coq.

### Épisode 20:Révélation
- Suisse : 20 mai 2023 sur RTS Un
- France : 24 octobre 2023 sur TF1

### Épisode 21:Confrontation
- Suisse : 27 mai 2023 sur RTS Un
- France : 25 octobre 2023 sur TF1

### Épisode 22:Collusion
- Suisse : 27 mai 2023 sur RTS Un
- France : 26 octobre 2023 sur TF1

### Épisode 23:Révolution
- Suisse : 17 juin 2023 sur RTS Un
- France : 27 octobre 2023 sur TF1

### Épisode 24:Représentation
- Suisse : 24 juin 2023 sur RTS Un
- France : 31 octobre 2023 sur TF1
- Canada : 10 juin 2023 sur Télé-Québec

### Épisode 25:Conformation (Le dernier Jour - Partie 1)
- Suisse : 1er juillet 2023 sur RTS Un
- France : 1er novembre 2023 sur TF1

### Épisode 26:Re-création (Le dernier Jour - Partie 2)
- Suisse : 1er juillet 2023 sur RTS Un
- France : 1er novembre 2023 sur TF1

- Le titre de l'épisode fait partiellement référence au concept du Miraculous de la coccinelle.
- L'épisode marque la première apparition physique dans la série des personnages issus des téléfilms Miraculous World, les Héros Unis et Ladydragon, après leur caméo dans l'épisode Jubilation.
- Le spécial Miraculous World Londres s'insère dans la chronologie de l'épisode juste après la réalisation du souhait de Gabriel par Gimmi.
- Cet épisode final conclut le premier arc scénaristique de la série, centré sur la famille Agreste.

### Épisode spécial:Action
- Suisse : 16 septembre 2023 sur RTS Un
- France : 17 septembre 2023 sur TF1
- États-Unis : 13 septembre 2023 sur Disney+

Marinette, Adrien et leurs camarades tentent de lutter activement contre la pollution du plastique à Paris. Mais, à leur échelle, la tâche semble insurmontable.